# Artur Płokszto
Artur Płokszto (* 16. Juli 1961 in Vilnius) ist ein litauischer Politiker polnischer Herkunft, Seimas-Mitglied.

## Leben
Nach dem Abitur 1979 mit Auszeichnungen an der 19. Mittelschule absolvierte Artur Płokszto von 1979 bis 1984 das Diplomstudium der Halbleiterphysik an der Vilniaus universitetas (VU). Von 1984 bis 1989 arbeitete er als Ingenieur an der Fakultät für Physik der VU, von 1989 bis 1992 als Chefredakteur der Zeitung „Nasza gazeta“ von Lietuvos lenkų sąjunga. Von 1992 bis 2004 war er Mitglied im Seimas, 2004 Mitglied im Europaparlament. 2007 war er Sekretär am Verteidigungsministerium Litauens.
Von 1989 bis 1995 war er Mitglied von Lietuvos lenkų sąjunga, ab 1999 der Lietuvos socialdemokratų partija.

## Auszeichnungen
- 2004: Orden für Verdienste um Litauen, Komandoro kryžius